# إيفيت غيلبير
إيفيت غيلبير (بالفرنسية: Yvette Guilbert)‏ هي مغنية وعارضة فنية ‏ وممثلة فرنسية، ولدت في 20 يناير 1865 بباريس في فرنسا، وتوفيت في 2 فبراير 1944 بآكس أون بروفانس في فرنسا.

## معرض صور

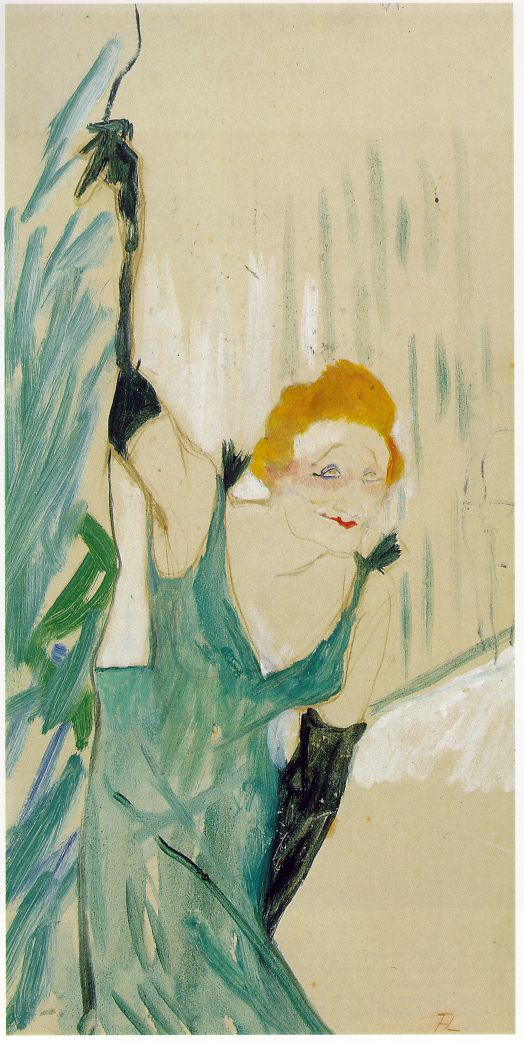
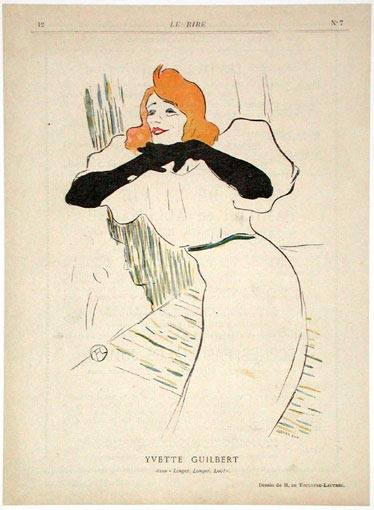
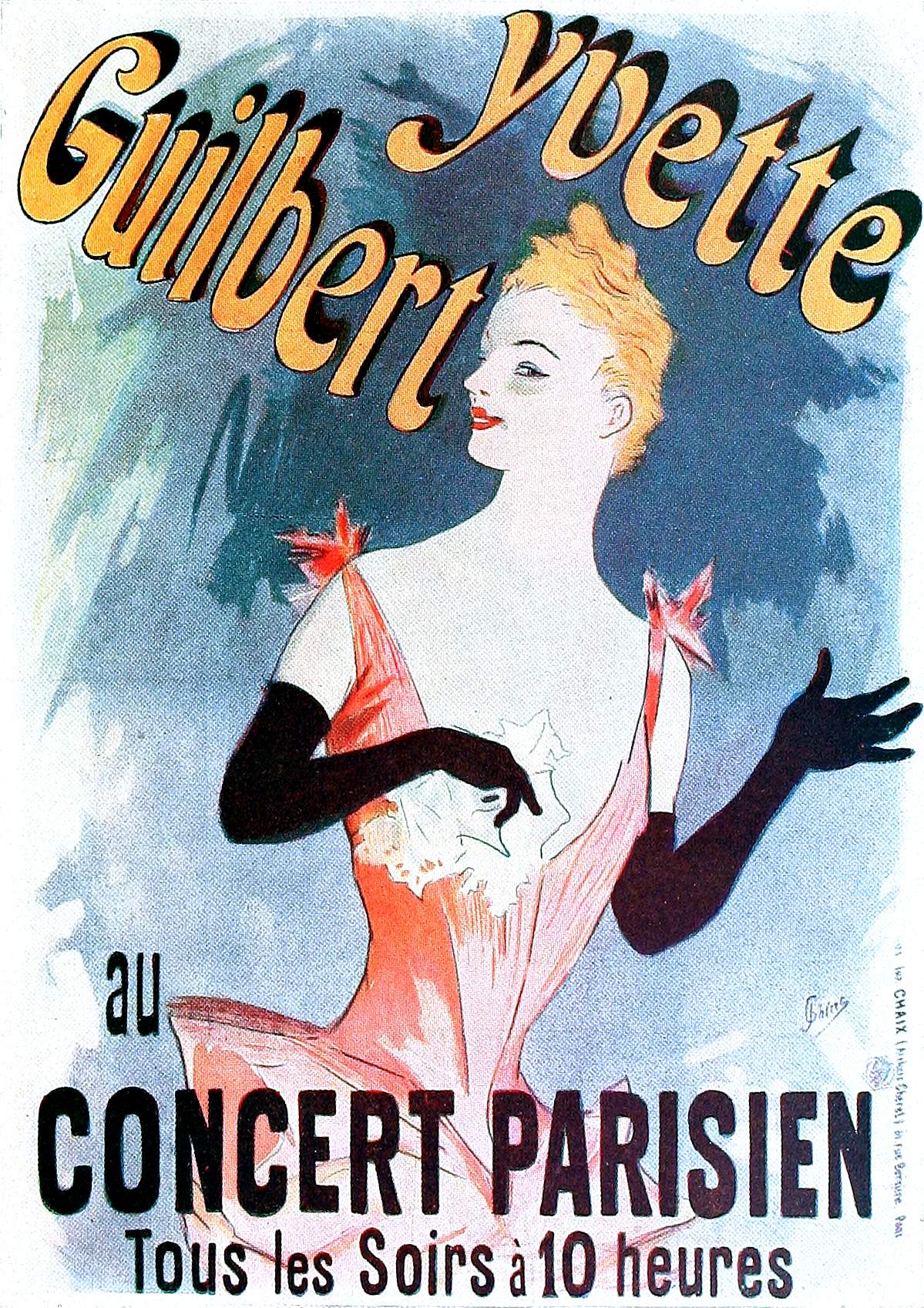
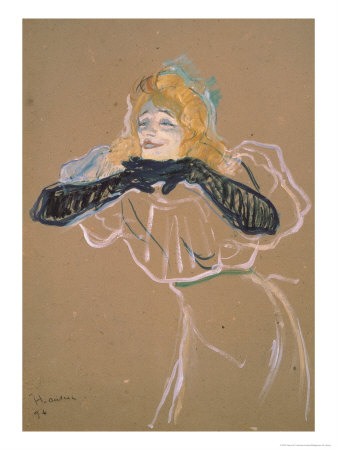

## وصلات خارجية
- إيفيت غيلبير على موقع IMDb (الإنجليزية)
- إيفيت غيلبير على موقع الموسوعة البريطانية (الإنجليزية)
- إيفيت غيلبير على موقع ألو سيني (الفرنسية)
- إيفيت غيلبير على موقع ميوزك برينز (الإنجليزية)
- إيفيت غيلبير على موقع أول موفي (الإنجليزية)
- إيفيت غيلبير على موقع قاعدة بيانات الأفلام السويدية (السويدية)
- إيفيت غيلبير على موقع ديسكوغز (الإنجليزية)
- إيفيت غيلبير على موقع قاعدة بيانات الفيلم (الإنجليزية)
- إيفيت غيلبير على موقع كينوبويسك (الروسية)